# دادلی شلتون سنانایکه
دادلی شلتون سنانایکه (سینهالی: ඩඩ්ලි ශෙල්ටන් සේනානායක؛ ۱۹ ژوئن ۱۹۱۱ – ۱۳ آوریل ۱۹۷۳) یک سیاست‌مدار اهل سری‌لانکا بود.